# Encyklopädie der Rechtswissenschaft
Die Encyklopädie der Rechtswissenschaft in systematischer und alphabetischer Bearbeitung wurde im Jahre 1870 durch den Münchener Rechtsprofessor Franz von Holtzendorff begründet. Sie erschien im Verlag Duncker & Humblot in Leipzig. Das Werk bestand zunächst aus einer einbändigen systematischen Darstellung und einem zweibändigen alphabetischen Rechtslexikon. Seit der 5. Auflage 1890 wurde der systematische Teil in zwei Bände aufgeteilt. Nach dem Tod des Erstherausgebers im Jahre 1889 übernahm der Berliner Rechtsprofessor Josef Kohler die Herausgabe einer Neubearbeitung, die als 6. Auflage 1904 erschien.
Bereits vor dem Erscheinen der 6. Auflage hatte der Münchener Rechtsprofessor Karl von Birkmeyer im Jahr 1900 eine Encyklopädie der Rechtswissenschaft herausgegeben, die beabsichtigte, im Anschluss an das Werk von v. Holtzendorff eine Neubearbeitung vor allem unter Berücksichtigung des im gleichen Jahre in Kraft getretenen Bürgerlichen Gesetzbuches vorzunehmen. Sie erschien im Verlag O. Häring, Berlin, und erlebte 1904 eine zweite Auflage. In ihrer Nachfolge steht seit 1922 die Enzyklopädie der Rechts- und Staatswissenschaft.
Beide Werke erheben den Anspruch, den damaligen Stand der Rechtswissenschaft umfassend darzustellen und sind somit Spezialenzyklopädien dieses Faches. 

## Die Encyklopädie von v. Holtzendorff (Neubearbeitung 1904)
Das Werk besteht aus einer Reihe von Einzeldarstellungen von verschiedenen Rechtsgebieten, die durch eine gemeinsame, abgestufte Gliederung verbunden sind. 
I. Josef Kohler: Rechtsphilosophie und Universalrechtsgeschichte
II. Zivilrecht
1. Otto Lenel: Geschichte und Quellen des römischen Rechts
2. Heinrich Brunner: Quellen und Geschichte des deutschen Rechts
3. Ludwig Mitteis: Das Pandektenrecht
4. Otto Gierke: Grundzüge des deutschen Privatrechts
5. Josef Kohler: Bürgerliches Recht
Zusätze:
a) J. Stranz: Verhältnis des Reichsprivatrechts zum Landesprivatrecht
b) Überblick über die außerdeutschen Privatrechtsordnungen
aa) Ernst Heymann: Überblick über das englische Privatrecht
bb) Karl Crome: Grundzüge des romanischen Rechts
cc) Otto von Veh: Überblick über das russische Privatrecht
6. Otto Gierke: Grundzüge des Handelsrechts
7. Georg Cohn: Wechsel- und Scheckrecht
8. Felix Hecht: Das Hypothekenbankrecht
9. L. von Bar: Internationales Privatrecht
10. Josef Kohler: Zivilprozeß- und Konkursrecht
11. Emil Dorner: Verfahren der freiwilligen Gerichtsbarkeit
III. Strafrecht
1.F. Wachenfeld: Strafrecht (mit Ausschluß des Militärstrafrechts)
2. Ernst Beling: Strafprozeßrecht
3. Julius Weiffenbach: Militärstrafrecht – Militärstrafprozeß
IV. Öffentliches Recht
1. Gerhard Anschütz: Deutsches Staatsrecht
2. Ernst von Meier: Das Verwaltungsrecht
3. Ludwig Laß: Arbeiterversicherungsrecht
4. Ulrich Stutz: Kirchenrecht
5. Paul Heilborn: Völkerrecht
6. Otto Köbner: Deutsches Kolonialrecht

## Die Encyklopädie von Birkmeyer (2. Auflage 1904)
Das Werk besteht aus einer Reihe von Einzeldarstellungen von verschiedenen Rechtsgebieten, die nicht durch eine gemeinsame Gliederung verbunden sind. Eine systematische Gliederung ist allerdings durch die Anordnung der Einzeldarstellungen gegeben.
- Erwin Grueber (München): Einführung in die Rechtswissenschaft
- Franz Leonhard (Marburg): Das Römische Recht
- H.O. Lehmann (Marburg): Deutsche Rechtsgeschichte und Grundzüge des deutschen Privatrechts
- F. Bernhöft (Rostock): Das Bürgerliche Recht
- H.O. Lehmann (Marburg): Handels-, See- und Wechselrecht
- Adolf Arndt (Königsberg): Staatsrecht und Verwaltungsrecht
- Friedrich Stein (Halle/Saale): Das Zivilprozeßrecht
- Friedrich Hellmann (München): Konkursrecht und Konkursprozeß
- Karl Birkmeyer: Das Strafrecht
- Karl Birkmeyer: Das Militärstrafrecht
- Karl von Lilienthal (Heidelberg): Das Strafprozeßrecht
- Franz von Liszt: Das Völkerrecht
- Paul Hinschius (Berlin): Das Kirchenrecht

## Vergleich
Das Werk von v. Holtzendorff bietet Darstellungen einiger Rechtsgebiete, die in dem Werk von Birkemeyer fehlen:
- Pandektenrecht
- Deutsches Privatrecht
- Verhältnis des Reichsprivatrechts zum Landesprivatrecht
- Überblick über die außerdeutschen Privatrechtsordnungen
- Hypothekenbankrecht
- Internationales Privatrecht
- Arbeiterversicherungsrecht
- Deutsches Kolonialrecht

Einerseits ist also in der Holtzendorffschen Enzyklopädie der Darstellung des älteren römischen Rechts ein größerer Raum eingeräumt worden. Andererseits wird das besondere Interesse des Herausgebers Josef Kohler an der vergleichenden Rechtswissenschaft deutlich. Darüber hinaus ist die Encyklopädie von v. Holtzendorff feiner gegliedert als die von Birkemeyer. Weiterhin fehlt der letzteren das Rechtslexikon.
Die Enzyklopädie von v. Holtzendorff ist also insgesamt die wesentlich umfangreichere und systematisch anspruchsvollere der beiden Werke.